# Christoph Mühlenberg
Christoph Mühlenberg (* 9. April 1784 in Erxleben; † 20. Juli 1809 in Braunschweig) war als Korporal Teilnehmer am Aufstand des Major Schill gegen die französische Besatzung unter Napoleon und wurde deswegen standrechtlich erschossen.
Christoph Mühlenberg war der älteste Sohn des Schäfermeisters Johann Andreas Christoph Mühlenberg (* 1758) in Erxleben und seiner Frau Friederica Charlotte Augusta Freyse (* 1764). Er hatte noch sechs jüngere Geschwister, die jedoch alle als Kinder starben.
Als der preußische Major Ferdinand von Schill (1776–1809) Ende April 1809 einen Aufstand gegen die französische Besatzung unter Napoleon begann, schloss sich Christoph Mühlenberg als Korporal der Schillschen Truppe an. Der Aufstand wurde niedergeschlagen. Schill fiel am 31. Mai 1809 bei der Verteidigung von Stralsund. 557 Freischärler gerieten in französische Gefangenschaft. Elf gefangene Offiziere wurden in Wesel vor ein Kriegsgericht gestellt und dort am 16. September 1809 erschossen. Von den Unteroffizieren und Mannschaften wurden vierzehn westfälische Untertanen ausgelost, zum Tode verurteilt und am 18., 20. und 22. Juli 1809 auf einem Platz bei St. Leonhard in Braunschweig erschossen. Darunter war auch der Korporal Christoph Mühlenberg. Die übrigen Gefangenen kamen zu einem großen Teil auf französische Galeeren.
Die sterblichen Überreste der Erschossenen wurden 1835 wieder ausgegraben und auf den Kirchhof von St. Leonhard umgebettet. Dort errichtete man mit Hilfe von Spendenmitteln ein Denkmal mit den Namen der Toten, das am 19. März 1837 feierlich eingeweiht wurde. Das Denkmal ist bis heute erhalten. In Erxleben erhielt 1960 eine Straße den Namen 'Christoph-Mühlenberg-Straße'.